# Gaspare Spatuzza
Gaspare Spatuzza (né à Palerme le 8 avril 1964) est un mafieux sicilien, du quartier de Brancaccio, à Palerme.
Il a été accusé d'avoir été un assassin au service des frères Filippo et Giuseppe Graviano (en), à la tête de la mafia de Brancaccio. Après l'arrestation de ces derniers en janvier 1994, il leur aurait succédé en tant que chef.
Arrêté en 1997, Spatuzza est devenu un collaborateur de justice en 2008, accusant notamment le Premier ministre Silvio Berlusconi d'avoir négocié un arrangement avec la mafia en 1993.

## Biographie

### Homme de main de la mafia
Spatuzza a été jugé coupable de 40 homicides et de six attentats à la bombe. Il avoua l'assassinat du père Giuseppe Puglisi, tué le 15 septembre 1993, un pasteur de Brancaccio qui s'élevait publiquement contre la mafia, et a été accusé de l'assassinat de Giuseppe Di Mateo, le jeune fils du mafieux Santino Di Matteo (it), devenu collaborateur de justice.
Après avoir été arrêté en juillet 1997, Spatuzza fut condamné le 14 avril 1998 à perpétuité, avec Nino Mangano, Cosimo Lo Nigro et Luigi Giacalone pour l'assassinat du père Puglisi. Il fut aussi condamné à perpétuité en juin 1998 pour une série d'attentats à la bombe, effectués en 1993 à Florence (Via dei Georgofili), Milan (Via Palestro), à Laterano (Piazza San Giovanni) et à Rome (Via San Teodoro), qui firent 10 morts et 93 blessés (endommageant par ailleurs des lieux culturels, tels  la Galerie des Offices .
Ces attentats ont été effectués alors que la mafia était partie en guerre (it) contre l'État à la suite de l'opération Mains propres, et à la répression consécutive à l'assassinat des magistrats Giovanni Falcone et Paolo Borsellino en 1992.

### Pentito
La presse révéla en octobre 2008 que Gaspare Spatuzza était devenu quatre mois plus tôt un témoin de l'accusation, collaborateur de justice (pentito), après avoir passé 11 ans en prison sous les conditions de haute sécurité (régime carcéral article 41-bis (en)). Il justifia son revirement en affirmant être devenu subitement croyant en prison, allant jusqu'à s'inscrire en faculté de théologie, et avoir « choisi entre Dieu et la Cosa Nostra » 
Spatuzza avoua alors avoir volé la Fiat 126 utilisé dans l'attentat à la voiture piégée contre le juge Paolo Borsellino, contredisant les aveux d'un voyou plus ou moins lié à la mafia, qui avait précédemment avoué avoir volé cette voiture. Confronté aux aveux de Spatuzza, ce dernier déclara avoir subi des pressions de la part des enquêteurs, et le témoignage de Spatuzza fut retenu, suscitant la réouverture du procès sur l'assassinat de Borselino.

### Accusations contre Berlusconi
Selon Spatuzza, son chef, Giuseppe Graviano, lui aurait dit en 1994 que la mafia négociait avec le magnat des médias Silvio Berlusconi en vue d'un accord politico-électoral entre son nouveau parti, Forza Italia, et la mafia. En échange de l'arrêt du terrorisme, celle-ci recevrait certaines garanties, dont l'adoucissement du régime carcéral des mafieux - ce qui n'a jamais été fait, bien que le nombre de détenus bénéficiant d'un régime allégé à la suite de l'élargissement des possibilités de bénéficier du statut de collaborateur de justice ait, lui, augmenté de façon notable.
Berlusconi entra en politique quelques mois plus tard après ces négociations allégées, et fut élu en 1994, pour son premier mandat de Premier ministre. Selon Spatuzza, le sénateur Marcello Dell'Utri, bras droit de Berlusconi, aurait été l'intermédiaire entre Forza Italia et la Cosa Nostra; Dell'Utri a bien entendu rejeté ces accusations.
Le témoignage de Spatuzza au sujet de ces négociations hypothétiques concordent avec celle du pentito Antonino Giuffrè, qui a déclaré que les frères Graviano étaient les intermédiaires entre Berlusconi et la Cosa Nostra. L'appui prétendu de cette dernière à Forza Italia aurait été consécutif à l'incapacité de la Démocratie chrétienne, totalement discréditée à la suite de l'opération Mains propres, à protéger la mafia d'une répression trop importante.
Ces accusations ont été réitérées par Spatuzza lors de son témoignage devant la cour d'appel, le 4 décembre 2009, lors du procès de Dell'Utri, qui avait été condamné en 2004 à neuf ans de prison pour collusion avec la mafia (it) ,.
Outre les dénégations de Forza Italia, ces déclarations ont été rejetées par Filippo Graviano (en) le 11 décembre 2009, devant le tribunal de Palerme: il affirma alors n'avoir jamais rencontré, directement ou non, Dell'Utri ,.

## Source originale
- (en) Cet article est partiellement ou en totalité issu de l’article de Wikipédia en anglais intitulé « Gaspare Spatuzza » (voir la liste des auteurs).

- (it) Cet article est partiellement ou en totalité issu de l’article de Wikipédia en italien intitulé « Gaspare Spatuzza » (voir la liste des auteurs).